# 1-я бригада Армии Людовой имени Земли Келецкой
1-я бригада Армии Людовой имени Земли Келецкой (пол. 1 Brygada AL im. Ziemi Kieleckiej) — это польское партизанское соединение Армии Людовой, которое действовало в 1944 году на оккупированной нацистской Германией территории Келецкого воеводства Польши.

## История
Партизанская бригада была создана в III округе AL в соответствии с приказом Мечислава Мочара от 13 июля 1944 года, к 26 июля 1944 года процесс формирования был завершён, в состав бригады вошли четыре ранее действовавших в этой местности партизанских отряда Армии Людовой (отряд им. Мариана Лангевича, отряд им. Бартоша Гловацкого, отряд им. Завиши Чёрного), затем отряд им. Г. Нарутовича, а также новобранцы из района города Островец Свентокшисский.
На момент формирования бригада состояла из двух батальонов, общая численность личного состава составляла около 200 чел., к концу сентября 1944 года в составе бригады было три батальона, штабная рота, взвод разведки и её численность составляла около 500 чел., всего за период деятельности в составе бригады воевало 700 человек. Командиром бригады был назначен капитан Генрик Половняк («Зигмунт»); политическим комиссаром - подпоручник «Антек»; начальником штаба - капитан «Вислич».
Партизанская бригада занималась диверсиями на коммуникациях немецких войск, вела боевые действия.
В июле 1944 года бригада атаковала из засады отходившее с фронта немецкое подразделение, двигавшееся по дороге от селения Снядки к селению Радковицы. Неожиданное нападение было успешным, немцы с потерями отступили. Партизаны захватили трофеи, в том числе стрелковое оружие и полностью исправное противотанковое орудие (однако поскольку использовать пушку не представлялось возможным, партизаны оттащили её в лес и вывели из строя, сняв затвор).
Также в июле 1944 бригада получила помощь из СССР - в районе селения Радковице в лес Секерно-Ратайе (недалеко от лагеря бригады) с самолётов Ли-2 были сброшены груз оружия (автоматы ППШ, ручные пулемёты, противотанковые ружья, несколько бесшумных винтовок, мины, взрывчатка и др.) и десантная группа под командованием полковника Т. Ф. Новака (шесть человек). Немедленно после встречи с десантниками и сбора грузов, бригада совершила марш из леса Секерно-Ратайе на запад, в глубину Сухенднёвского лесного массива. Во время этого марша имело место первое боевое применение бесшумных винтовок партизанами бригады: у села Оселкув на железнодорожной линии Скаржиска-Каменна - Кельце были застрелены два немецких солдата, охранявшие участок железной дороги (здесь партизанами была заложена противопоездная мина, взрывом которой был сброшен с рельс немецкий эшелон с техникой и разрушено 50 метров железнодорожной насыпи).
В начале августа 1944 года руководство AL определило основную задачу бригады: блокировать Келецкий и Скаржиский железнодорожные узлы, дезорганизовать железнодорожные перевозки по линиям Кельце - Ченстохов и Кельце - Скаржиско-Каменна. 7 августа 1944 бригада начала боевые операции по выполнению поставленной задачи.
9 августа 1944 года диверсионная группа бригады подорвала немецкий эшелон, шедший к Восточному фронту. 
10 августа 1944 года 90 партизан бригады разгромили немецко-полицейский гарнизон в деревне Густанув. Перед началом атаки партизаны окружили деревню, в то время как два разведчика скрытно подползли к пулемёту. После того, как пулемётный расчёт забросали гранатами, основные силы одновременно атаковали гарнизон с нескольких сторон. После окончания боя были обнаружены и взяты в плен три немецких солдата, спрятавшиеся под копнами сена.
Позднее, в августе 1944 года в окрестностях селения Загнаньск, партизан разведывательного взвода бригады Ян Цеслик обнаружил в лесу возле железнодорожной станции немецкий склад боеприпасов, который охраняло подразделение жандармерии. Командование бригады сообщило по радио о местонахождении склада в штаб 1-й армии Войска Польского и на следующий день три советских самолёта уничтожили склад бомбовым ударом.
19 августа 1944 в лесном массиве недалеко от района деятельности бригады разбился советский транспортный самолёт, перевозивший 15 десантников и подбитый немцами над Скаржиском. Свыше двух дней партизаны бригады занимались поисками уцелевших десантников и членов экипажа, успевшими покинуть самолёт на парашютах (в результате, ими были найдены и выведены в расположение бригады шесть десантников).
К 25 августа 1944 года бригада пустила под откос 18 железнодорожных эшелонов и повредила 8 железнодорожных мостов.
2 сентября 1944 года бригада разгромила подразделение из 200 «власовцев»; 8 сентября 1944 года - организовала крушение воинского эшелона на перегоне Кельце - Скаржиско-Каменна; 9 и 11 сентября 1944 года — уничтожила железнодорожные мосты на перегоне Кельце — Влощова...
16-19 сентября 1944 года бригада вела бои в Сухенднёвском лесном массиве.
29-30 сентября 1944 года соединение из 1500 партизан Армии Людовой, которым командовал Г. Половняк (1-я бригада AL Келецкого воеводства, 2-я бригада AL, 11-я бригада AL, часть 10-й бригады AL, а также отряд AL имени Бартоша Гловацкого) вело бой с немецкими войсками у деревни Грушка Конецкого повята Келецкого воеводства, после чего прорвалось из окружения. В ходе сражения, 30 сентября 1944 года был ранен командир бригады, майор Генрик Половняк.
В дальнейшем, основные силы бригады совершили переход в Свентокшиские горы, и в середине октября 1944 года бригада была расформирована. Часть личного состава была демобилизована, из остальных были созданы три партизанских отряда, которые продолжали боевые действия до января 1945 года.

## Награды
- 23 августа 1944 года за успехи в боях против немцев бригада была награждена Крестом Грюнвальда III класса